# Ebrahim Raiszi
Ebrahim Raiszi (perzsául: ابراهیم رئیسی) (Meshed, 1960. december 14. − Varkazán mellett, 2024. május 19.) iráni jogász, politikus, vallási vezető, Irán elnöke 2021 és 2024 között.

## Élete
Papi családban született Kelet-Iránban. Vallási iskolát végzett egy iszlám szemináriumon, s bár állítása szerint magánjogból doktorált, ezt azonban mások vitatják.
1981 és 1988 között több városban volt ügyész, majd Homeini ajatollah három nyugat-iráni tartomány jogi ügyeinek intézésére nevezte ki.
1988-ban állítólag része volt politikai foglyok kivégzésében, amelyeknek több ezer áldozata is lehetett.
2017-ben az Iszlám Forradalmi Erők Népi Frontja nevű párt jelöltjeként indult az iráni elnökválasztásokon, ám a szavazatok mindössze 38%-át kapta, a vereségét mindenesetre nem ismerte el. 2021-ben újból indult, s sikerült megnyernie a választásokat a szavazatok 63%-val. A politikust Ali Hámenei lehetséges utódjaként is emlegették már.

### Halála
2024. május 19-én az iráni Azerbajdzsán tartományban egy helikopteren utazott Raiszi miniszterelnök, Hoszein Amirabdollahian külügyminiszter és más politikusok. Gépe a rossz időjárás miatt lezuhant a hegyekben, utasai mind meghaltak.
Az iráni hadsereg augusztusban hozta nyilvánosságra a vizsgálatok eredményét a balesetet illetően: az elnököt szállító helikopter a sűrű köd következtében ütközött a heggyel, nem találták nyomát támadásnak vagy merényletnek.